# Jeffrey Lagarias
Jeffrey Clark Lagarias (Pittsburgh, 16 de novembro de 1949) é um matemático estadunidense. É professor da Universidade de Michigan.